# 홍제역
홍제역(弘濟驛, Hongje station)은 서울특별시 서대문구 홍제동에 위치한 수도권 전철 3호선의 지하철역이다. 부역명은 서울문화예술대로, 인근에 서울문화예술대학교가 위치해 있다. 홍제천 하저터널로 녹번역과 연결된다.

## 역사
- 1983년 9월 13일 : 홍은역(弘恩驛)으로 역명 결정[1]
- 1985년 4월 1일 : 홍제역으로 변경[2]
- 1985년 7월 12일: 서울 지하철 3호선 구파발 ~ 독립문 구간 개통과 함께 영업 개시
- 2016년 8월 1일 : 홍제(서울문화예술대)로 역명 변경 (한시적 병기)

## 역 구조
승강장은 1면 2선의 섬식 승강장이며, 스크린도어가 설치되어 있다. 출구는 4개가 있다.

### 승강장
| 녹번 ↑   |
| 하 상 \| |
| ↓ 무악재 |

| 상행 | ● 수도권 전철 3호선 | 불광 · 연신내 · 구파발 · 지축 · 대화 방면 |
| 하행 | ● 수도권 전철 3호선 | 경복궁 · 충무로 · 옥수 · 도곡 · 오금 방면 |

## 역 주변
인근에 상명대학교, 유진상가 등이 위치하며, 3번 출구 일대로는 연희동 및 홍은동과 홍제동 안쪽으로 들어가는 마을버스들의 환승 센터 역할도 하고 있다.
- 서울고은초등학교
- 서울홍제초등학교
- 그랜드힐튼호텔 서울
- 그랜드힐튼호텔 서울컨벤션센터
- 디지털 서울문화예술대학교
- 문화촌아파트
- 벽산아파트
- 서대문구청 방면
- 서대문도서관
- 서대문세무서
- 서부노인복지센터
- 서울여자간호대학
- 서울맨션아파트
- IBK 기업은행 홍제동지점
- 신한은행 홍제동지점
- 인왕시장
- 인왕중학교
- 서울인왕초등학교
- KT홍제지사
- 풍림아이원아파트
- 홍제원현대아파트
- 홍제1동 행정복지센터
- 홍제치안센터
- 홍제동우체국
- 홍제동한신휴플러스아파트
- 홍제삼거리
- 신연중학교
- 유진아파트
- 풍림2차아파트
- 북한산더샵
- 서울홍제초등학교
- 서대문세무서
- 홍제원현대아파트
- 서울홍제동우체국
- 홍제맨션아파트
- 홍제시장

## 이용객 변동
| 노선  | 노선   | 일평균 인원수 (명/일) | 일평균 인원수 (명/일) | 일평균 인원수 (명/일) | 일평균 인원수 (명/일) | 일평균 인원수 (명/일) | 일평균 인원수 (명/일) | 일평균 인원수 (명/일) | 일평균 인원수 (명/일) | 일평균 인원수 (명/일) | 일평균 인원수 (명/일) | 각주  |
| 노선  | 노선   | 2000년                | 2001년                | 2002년                | 2003년                | 2004년                | 2005년                | 2006년                | 2007년                | 2008년                | 2009년                | 각주  |
| ----- | ------ | --------------------- | --------------------- | --------------------- | --------------------- | --------------------- | --------------------- | --------------------- | --------------------- | --------------------- | --------------------- | ----- |
| 3호선 | 승차   | 22,428                | 23,362                | 23,282                | 23,243                | 24,310                | 24,121                | 23,331                | 22,981                | 22,677                | 22,505                | [ 3 ] |
| 3호선 | 하차   | 20,106                | 20,515                | 20,888                | 21,146                | 22,414                | 22,676                | 21,910                | 21,494                | 21,237                | 21,131                | [ 3 ] |
| 3호선 | 승하차 | 42,534                | 43,877                | 44,170                | 44,389                | 46,724                | 46,797                | 45,242                | 44,475                | 43,914                | 43,636                | [ 3 ] |
| 노선  | 노선   | 2010년                | 2011년                | 2012년                | 2013년                | 2014년                | 2015년                | 2016년                | 2017년                | 2018년                |                       | [ 3 ] |
| 3호선 | 승차   | 22,299                | 21,859                | 21,225                | 20,890                | 21,150                | 20,849                | 20,670                | 20,165                | 19,478                |                       | [ 3 ] |
| 3호선 | 하차   | 21,046                | 20,478                | 19,990                | 19,618                | 19,810                | 19,562                | 19,457                | 19,158                | 18,814                |                       | [ 3 ] |
| 3호선 | 승하차 | 43,345                | 42,337                | 41,216                | 40,508                | 40,960                | 40,411                | 40,127                | 39,323                | 38,292                |                       | [ 3 ] |

## 인접한 역
| 서울 지하철 3호선  | 서울 지하철 3호선   | 서울 지하철 3호선    |
| ------------------ | ------------------- | -------------------- |
| 323 녹번 대화 방면 | ● 수도권 전철 3호선 | 325 무악재 오금 방면 |